# 新厝 (屏東縣)
新厝，是臺灣屏東縣萬巒鄉的一個傳統地域名稱，位於該鄉東南部。相較於今日行政區，其範圍大致包括新厝村不含東北端、新置村東北半部不含東部邊界地帶、佳佐村東南端及東北端、佳和村東部凸出部分的東南端及東北端、赤山村西南部凸出部分的東半部。

## 歷史
台灣日治初期，新厝地區為一街庄，稱為「新厝庄」，隸屬於港東上里。該庄輪廓南北狹長而略呈尖端偏東的近似倒錐形，西北與五溝水庄為鄰，北與赤山庄為鄰，東邊為蕃地，南邊一小段與糞箕湖庄為界，西南邊及西邊為佳佐庄。
1901年（日治明治三十四年）11月，全台設置二十廳，該庄隸屬於阿猴廳（1903年改稱阿緱廳）。1909年（明治四十二年）10月，合併二十廳為十二廳，該庄仍隸屬於阿緱廳。1920年（大正九年），廢十二廳改設五州二廳，該庄改制為「新厝」大字，隸屬於高雄州潮州郡萬巒庄。
戰後萬巒庄改制為萬巒鄉，隸屬於高雄縣，大字亦改制為村。1950年高、屏分治，萬巒鄉改隸屬於屏東縣。

## 聚落
該地區發展較早的聚落有加匏朗、新厝、老藤林、新置等，在日治期初期的官方地圖上已有記載。

## 交通
- 縣道185號

## 學校
- 佳佐國小中興分校

## 廟宇
- 加匏朗仙姑廟